# Jack Jönsson
Jack Jönsson (født 1965) er en dømt drabsmand. Han blev idømt 16 års fængselstraf for mord, hvor han slog en antikvitetshandler ihjel med en økse. Han har siden 2011 skrevet kronikker, udgivet bøger og blandet sig aktivt i samfundsdebatter. Han arbejder som lobbyist for en bedre resocialisering af løsladte fanger.

## Biografi
- Rovfisken
- Storbyindianere
- De kaldte mig øksemorder

 Der er for få eller ingen kildehenvisninger i denne artikel, hvilket er et problem. Du kan hjælpe ved at angive troværdige kilder til de påstande, som fremføres i artiklen.